# Gráníkos
Gráníkos (turecky Biga Çayı) je řeka na západě Turecka (Çanakkalská provincie). Je dlouhá přibližně 80 km.

## Průběh toku
Ústí do Marmarského moře.

## Historie
Během pochodu Alexandra Makedonského na východ v roce 334 př. n. l. na řece došlo k první velké bitvě mezi makedonskou a perskou armádou. Alexandr zvítězil a díky tomu ovládl celou Malou Asii.